# St. Thomas (Altensittenbach)

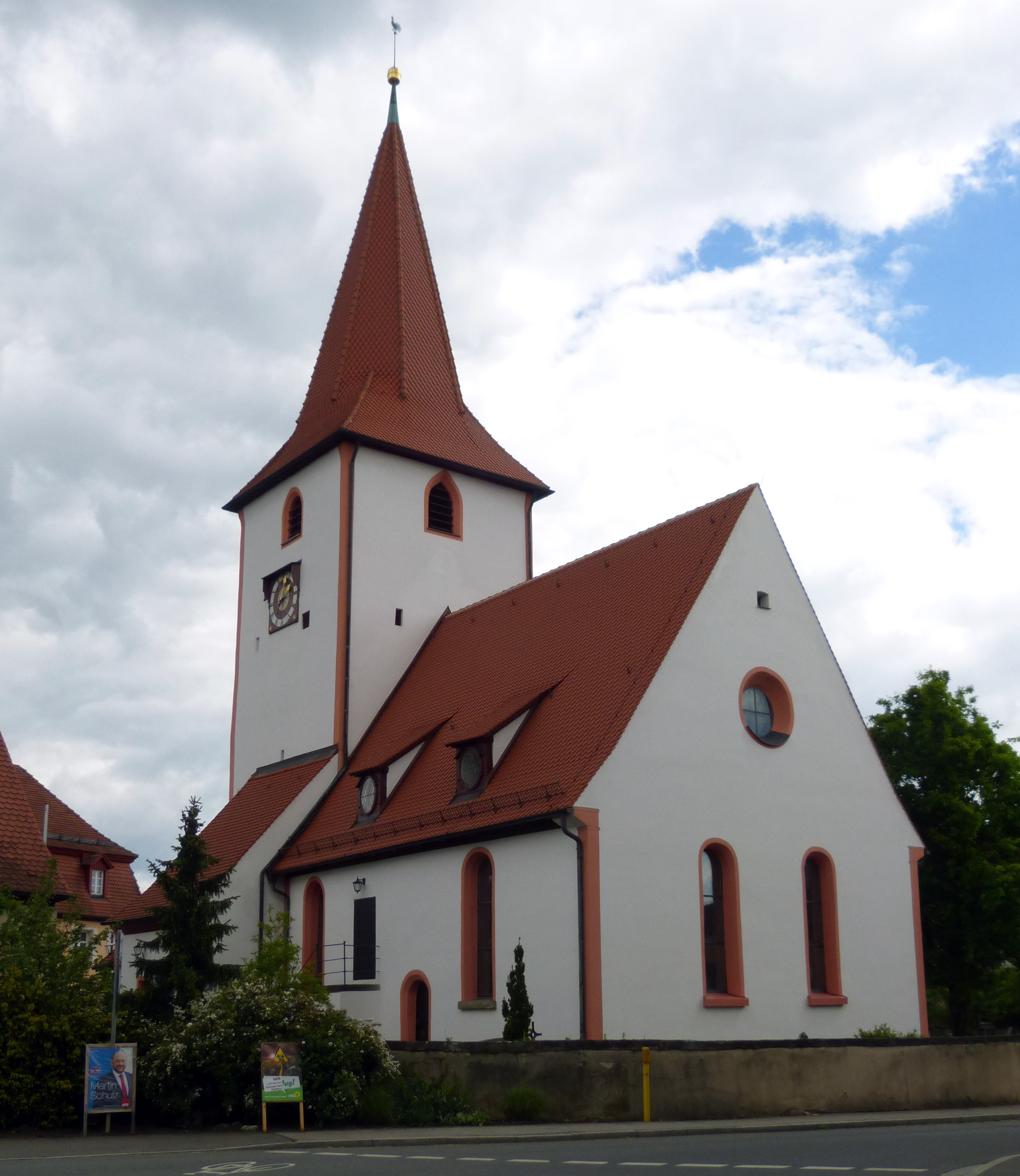
St. Thomas (Altensittenbach)

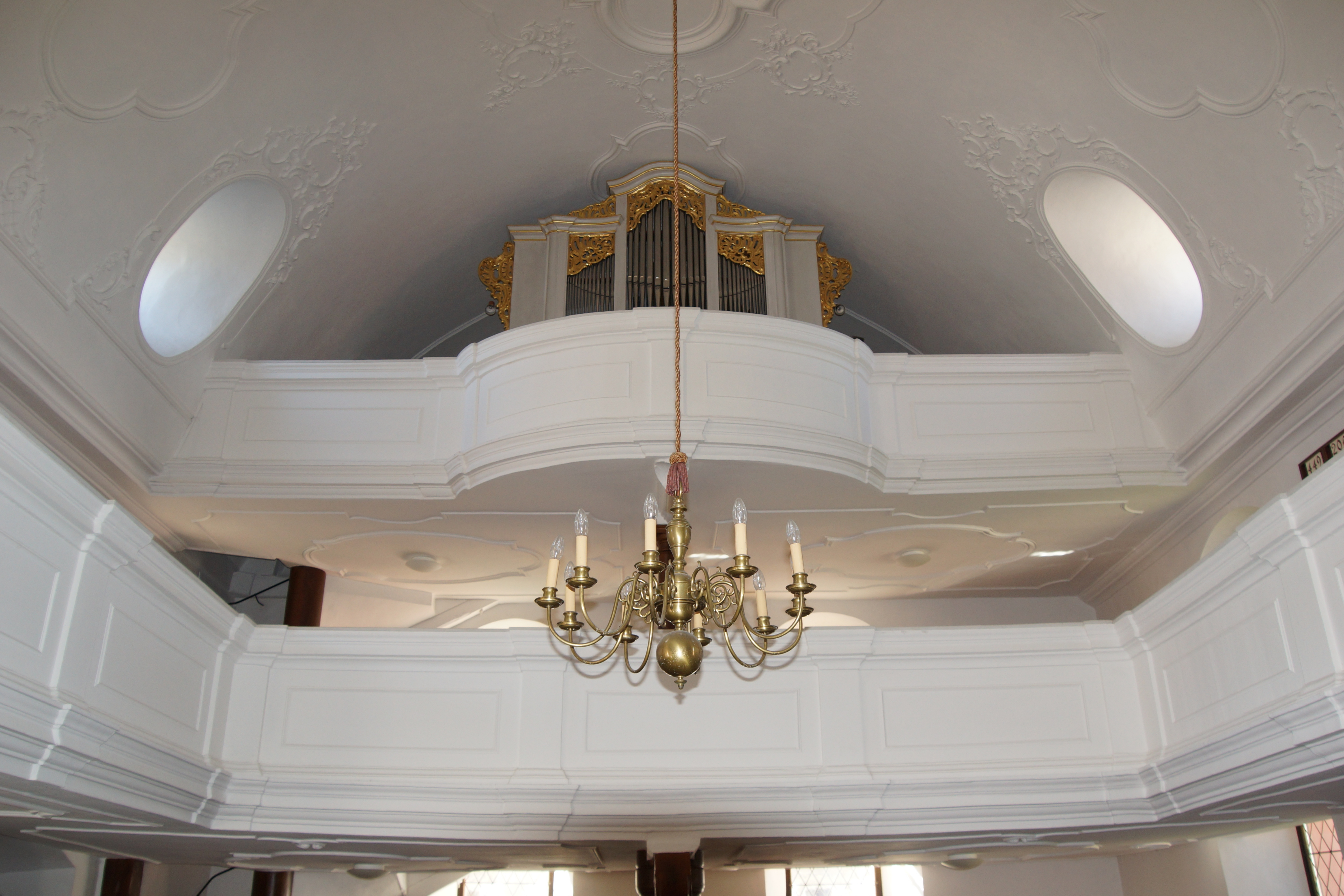
Emporen, Stuckdecke und Orgel, um 1776/77

Die Evangelische Filialkirche St. Thomas ist ein denkmalgeschütztes Kirchengebäude, das in Altensittenbach steht, einem Gemeindeteil der Stadt Hersbruck im Landkreis Nürnberger Land (Mittelfranken, Bayern). Das Bauwerk ist unter der Denkmalnummer D-5-74-132-211 als Baudenkmal in die Bayerische Denkmalliste eingetragen. Die Pfarrei Altensittenbach gehört zum Dekanat Hersbruck im Kirchenkreis Nürnberg der Evangelisch-Lutherischen Kirche in Bayern. Namensgeber der Kirche ist der Apostel Thomas.

## Beschreibung
Der Chorturm der Saalkirche stammt aus dem ersten Viertel des 15. Jahrhunderts. Der Turm wurde um 1428 aufgestockt. Das Gebäude ist weiß verputzt, mit Ziegeln gedeckt, Eckquadern des Turms und Gewände von Portal und Fenstern sind aus rotem Sandstein. Das Satteldach des Langhauses und der achtseitige, spitze Helm des Chorturms mussten nach einem Brand im Zweiten Markgrafenkrieg ersetzt werden. Um 1681 wurde das Dachtragwerk des Langhauses wiederum erneuert. 
Der mit einer umlaufenden Empore ausgestattete Innenraum des Langhauses ist mit einem Tonnengewölbe überspannt, der Chor, d. h. das Erdgeschoss des Chorturms, mit einem Kreuzrippengewölbe. 1776/77 wurde der  Innenraum barockisiert, Altar, mit dem barocken Altarblatt des „Ungläubigen Thomas“, Kanzel und Orgelprospekt stammen aus dieser Zeit. 